# Панчевачки рит
Панчевачки рит је географски регион у Србији. То је југозападни део Баната, који припада београдској општини Палилула.

## Насеља Панчевачког рита

### Некадашња
Према попису из 1961. године, Панчевачки рит је био обухваћен општином Крњача, у којој су званично постојала следећа насеља:
- Бесни Фок
- Борча
- Врбовски
- Глогоњски Рит
- Дунавац
- Јабучки Рит
- Ковилово
- Крњача
- Овча
- Падинска Скела
- Прелив
- Товилиште
- Црвенка

Касније је општина Крњача укинута и прикључена општини Палилула, док су нека насеља Панчевачког рита изгубила статус посебних насеља и спојена су са другим насељима.

### Данашња
Према попису из 2011. године, у Панчевачком риту су званично постојала следећа насеља:
- Београд (Палилула)
- Борча
- Дунавац
- Ковилово
- Овча
- Падинска Скела

Урбани део Београда на подручју Панчевачког рита обухвата подручје некадашњег административног насеља Крњача. У оквиру овог насеља налазе се следеће урбане целине:
- Дунавски венац
- Котеж
- Рева

У саставу других административних насеља Панчевачког рита налазе се следећа насеља:
- Бесни Фок (у саставу Падинске Скеле)
- Врбовски (у саставу Падинске Скеле)
- Глогоњски Рит (у саставу Падинске Скеле)
- Јабучки Рит (у саставу Падинске Скеле)
- Прелив (у саставу Падинске Скеле)
- Себеш (у саставу Овче)
- Товилиште (у саставу Падинске Скеле)
- Црвенка (у саставу Борче)

## Историја
Подручје је било плавно и тешко за живот. Након великих поплава 1920-тих, држава је одлучила да исуши рит, градњом насипа, копањем канала и постављањем пумпи. Посао је поверен француском друштву "Батињол", одрађен је у периоду 1929-35., што је коштало "преко четврт милијарде динара". Пумпне станице су постављене на Визељу код Борче, на Дунавцу код Опова и највећа на Сибници, "10 км низводно од Панчевачког моста" (ова пумпа је помогла при грађењу моста преко речице 1937. за потребе Панчевачког пута). Добијено је доста нове обрадиве земље, чија је вредност такође знатно порасла. "Први кукурузи" у риту су обрани у јесен 1934. Са друге стране, мелиорација је смањила рибни принос у том делу Дунава.
Насипи су били предуслов и за градњу Панчевачког моста и моста на Тамишу. Пруга између Београда и Панчева, дужине 26 км, изграђена је између 1933 и 1935. за 100 милиона динара. Први воз је прошао 5. јула 1935, једна станица је постављена у Овчи. Панчевачки мост је пуштен у саобраћај следећег новембра. Панчевачки пут је изграђен 1937. Прво је био широк 6,5 па седам метара, што се показало недовољним, па је већ 1939. предвиђена градња још једног коловоза.
У 1935. било је предвиђено да током 1937-38. 4.000 ратних добровољаца коцком подели 30.000 јутара земље у риту. Идејна скица регулације из 1936. је предвиђала зоне за радничке станове и приватне куће и за три врсте индустрије, лаку, средњу и тешку/шкодљиву.
Београдска општина је 1936. с леве стране Панчевачког пута, око баре Рева, подигла једно пољско добро од 700 хектара, касније је планирано да се подигну стаје за краве и свиње и силоси. Лево од моста је подигнут расадник.
У време поплаве у марту 1937. систем канала и пумпи се није добро показао. Унутар рита је 1938-39. прокопано још стотину километара канала за одвођење воде.
Становници су крајем 1939. изразили жељу да се крај зове "Нова Србија". Следеће године су први пут прославили славу Петровдан.
Пред рат, хиљаде Београђана је недељом и празником одлазило у Рит на излет, тако да је у тим моментима ово био "највеселији део" града.

## Политика
Међу становницима Панчевачког рита покренута је иницијатива да Панчевачки рит поново постане посебна општина, под називом Дунавски венац.